# Rhodochiton nubicola
Rhodochiton nubicola är en grobladsväxtart som först beskrevs av Elisens, och fick sitt nu gällande namn av David A. Sutton. Rhodochiton nubicola ingår i släktet Rhodochiton och familjen grobladsväxter. Inga underarter finns listade i Catalogue of Life.